# Танк (відеогра)
Tank — ігровий автомат на двох гравців, створений компанією Kee Games, яка є дочірня компанія Atari, та випущений 5 листопада 1974 року.

## Технічні засоби
Гра використовує чорно-білий екран Motorola. Панель управління складається з чотирьох джойстиків військового типу, на два гравці, з кнопкою вогню, яка встановлена на верхній частині правого джойстика кожної пари. Використання монети відразу ж починає гру. Гравці розташовуються у верхньому правому і нижньому лівому кутах лабіринту відповідно. Tank був першою грою, яка використовує ROM IC основу для зберігання графічних даних. Хоча гра Gran Trak 10 випущена в липні 1974 року, була першою аркадною грою, що використовувала дані записані в ПЗП, але ROM гри Gran Trak 10 використовувала більш примітивну технологію ПЗП на діодний основі.
Гра була розроблена Пітером Л. Такачі й запатентована 20 жовтня 1975 року (US Patent # D243,624).

## Ігровий процес
Гравці керують своїми танками у лабіринті, який зображується на екрані, намагаються уникати пасток та вогню супротивника. Гравцям представлені один чорний і один білий танк. Ігрові бали зараховуються пострілами у супротивника або коли гравець пробігає міну; гравець з найбільшою кількістю очок в кінці терміну перемагає. Танки управляються двома джойстиками в подвійній конфігурації. Натискання обох джойстиків буде рухати танк гравця вперед, а натискання їх обох назад призводить до того зупинки танку. У Tank II були додані міни, які позначалися хрестиком. Ці міни треба було об'їжджати.

## Популярність
Гра була дуже популярна, і Kee Games випустила кілька продовжень: Tank II (1974), Tank III (1975), Tank 8 (1976) і Ultra Tank (1978). Завдяки успіху компанії її президент Джо Кінан очолив Atari, а сама корпорація отримала великий прибуток.
У 1978 році Atari випустила версію Tank під назвою Combat (відеогра) для нової приставки Atari 2600.
Крім того, існувало багато аналогів, створених іншими компаніями — наприклад, Namco розробила Tank Battalion і Battle City.